# Volodimir Ziuskov
Volodimir Ziuskov (Ucrania, 29 de agosto de 1981) es un atleta ucraniano especializado en la prueba de salto de longitud, en la que consiguió ser medallista de bronce europeo en pista cubierta en 2005.

## Carrera deportiva
En el Campeonato Europeo de Atletismo en Pista Cubierta de 2005 ganó la medalla de bronce en el salto de longitud, con un salto de 7.99 metros, tras el español Joan Lino Martínez (oro con 8.37 metros) y el rumano Bogdan Tarus  (plata con 8.14 metros).